# Jacques Douffiagues
Jacques Douffiagues, né le 28 janvier 1941 à Paris et mort dans la même ville le 16 octobre 2011, est un homme politique français et magistrat honoraire à la Cour des comptes.
Il occupa les postes de maire d'Orléans, conseiller général du Loiret, député et ministre délégué.

## Biographie
Jacques Douffiagues nait dans le 13e arrondissement de Paris le 28 janvier 1941. Son père, Pierre Douffiagues est un ancien inspecteur des finances. Il étudie aux lycées Montaigne et Louis-le-Grand de Paris.
Il est diplômé de l'Institut d'études politiques de Paris (IEP) et ancien élève de l'École nationale d'administration (ENA), promotion Montesquieu (1964-1966).
Il est un temps membre de l'Action française.
Conseiller référendaire à la Cour des comptes, il est nommé par le préfet Paul Masson chef de la mission régionale à Orléans en 1971.
En 1976, il devient directeur de cabinet de Jean-Pierre Soisson, alors secrétaire d'Etat (PR) à la formation professionnelle dans le gouvernement Jacques Chirac I sous la présidence de Valéry Giscard d'Estaing.
De 1978 à 1998, il est membre du bureau politique du parti républicain et proche de François Léotard.
Il entre en 1977 au conseil municipal d'Orléans.
Il est une première fois élu député UDF-PR du Loiret en 1978, il occupe ce poste au cours de toute la VIe législature jusqu'en 1981.
Il est élu conseiller général du canton d'Orléans-Bourgogne en 1979 et occupe ce poste jusqu'en 1992.
En 1980, il devient maire d’Orléans après le décès de Gaston Galloux en cours de mandat, il n'a que 39 ans. Son mandat est notamment marqué par la réalisation de la base de loisirs de l'Île Charlemagne et par la restructuration du haut de la rue de la République et du quartier de la gare d'Orléans dans le cadre de la construction du centre commercial Place d'Arc.
Il est élu député du Loiret pour la seconde fois en 1986 mais n'assure pas ce mandat. En effet, il démissionne 15 jours après son élection, remplacé par Antoine Carré, afin de devenir ministre délégué aux Transports dans le gouvernement Jacques Chirac II de 1986 à 1988 sous la première cohabitation,. Il affronte une longue grève des cheminots en décembre 1986 et janvier 1987.
En 1988, il n’est pas réélu à l’Assemblée nationale, battu par le socialiste Jean-Pierre Lapaire, il annonce alors son retrait de la vie politique active. Il n'a que 47 ans. Il est remplacé au poste de maire d'Orléans par Jean-Louis Bernard.
Il retourne vivre à Paris où il s'inscrit au barreau et ouvre un cabinet de consultant et de conseil.
Sous la deuxième cohabitation et le gouvernement Édouard Balladur, entre 1993 et 1995, il est nommé président-directeur général de la Société française d'exportation de systèmes avancés (SOFRESA), un organisme chargé des ventes d'armes. En 1995, la SOFRESA signe un contrat d'un montant de dix-neuf milliards de francs avec l'Arabie saoudite portant sur la vente de trois frégates La Fayette antiaériennes assortie de la construction d'une base navale et de la formation des équipages. L'opération, supervisée par Renaud Donnedieu de Vabres, chargé de mission auprès de François Léotard, assura à l'industrie française quarante-cinq millions d'heures de travail, soit l'équivalent de cinq mille emplois. Jacques Douffiagues relança l'économie dans le secteur de l'industrie, mais il n'en déclencha pas moins une polémique au sein du parti socialiste à la suite de ses déclarations anti-républicaines au sujet de l'exportation des frégates La Fayette à l'étranger (Émirats arabes unis notamment)[réf. nécessaire]. Dans le cadre du « dossier Karachi », la justice française soupçonne des rétrocommissions réalisées sur ce contrat et sur un autre portant sur la vente de sous-marins au Pakistan (contrat Sawari 2).
Nommé par le président du Sénat le 3 janvier 2001, Jacques Douffiagues devient membre du collège de l'Autorité de régulation des télécommunications (aujourd'hui Autorité de régulation des communications électroniques et des postes) jusqu'en janvier 2007.
De 2003 à 2007, il exerce la fonction de président de l'Institut des hautes études de Défense nationale.
Jacques Douffiagues, qui souffrait de graves problèmes cardiaques, meurt après plusieurs jours de coma le 16 octobre 2011 dans un hôpital parisien à l'âge de 70 ans,.
Il est inhumé à Fieux.

## Autres fonctions
Jacques Douffiagues a également présidé :
- La société des « Éditions techniques » de 1989 à 1994.
- le syndicat de la presse économique, juridique et politique ;
- la fédération des industries ferroviaires.

Il est maître de conférences à l'IEP de Paris de 1967 à 1976.

## Décorations
- Commandeur de la Légion d'honneur
- Chevalier de l'ordre des Palmes académiques
- Chevalier de l'ordre du Mérite agricole
- Grand-cordon de l'ordre de la République égyptienne

## Ouvrages
- Jacques Douffiagues, Le problème du logement dans la région parisienne depuis 1945, 1961, 240 p. (lire en ligne)
- Jacques Douffiagues, Embellir la ville : Orléans du XVIIe au XXe siècle, vues d'architectures urbaines, illustré par Luc Arsène-Henry, La Ville, 1986, 12 p. (lire en ligne)